# Пјантуре (Белуно)
Пјантуре (итал. Pianture) је насеље у Италији у округу Белуно, региону Венето.
Према процени из 2011. у насељу је живело 56 становника. Насеље се налази на надморској висини од 590 м.